# Las Moscas (Entre Ríos)

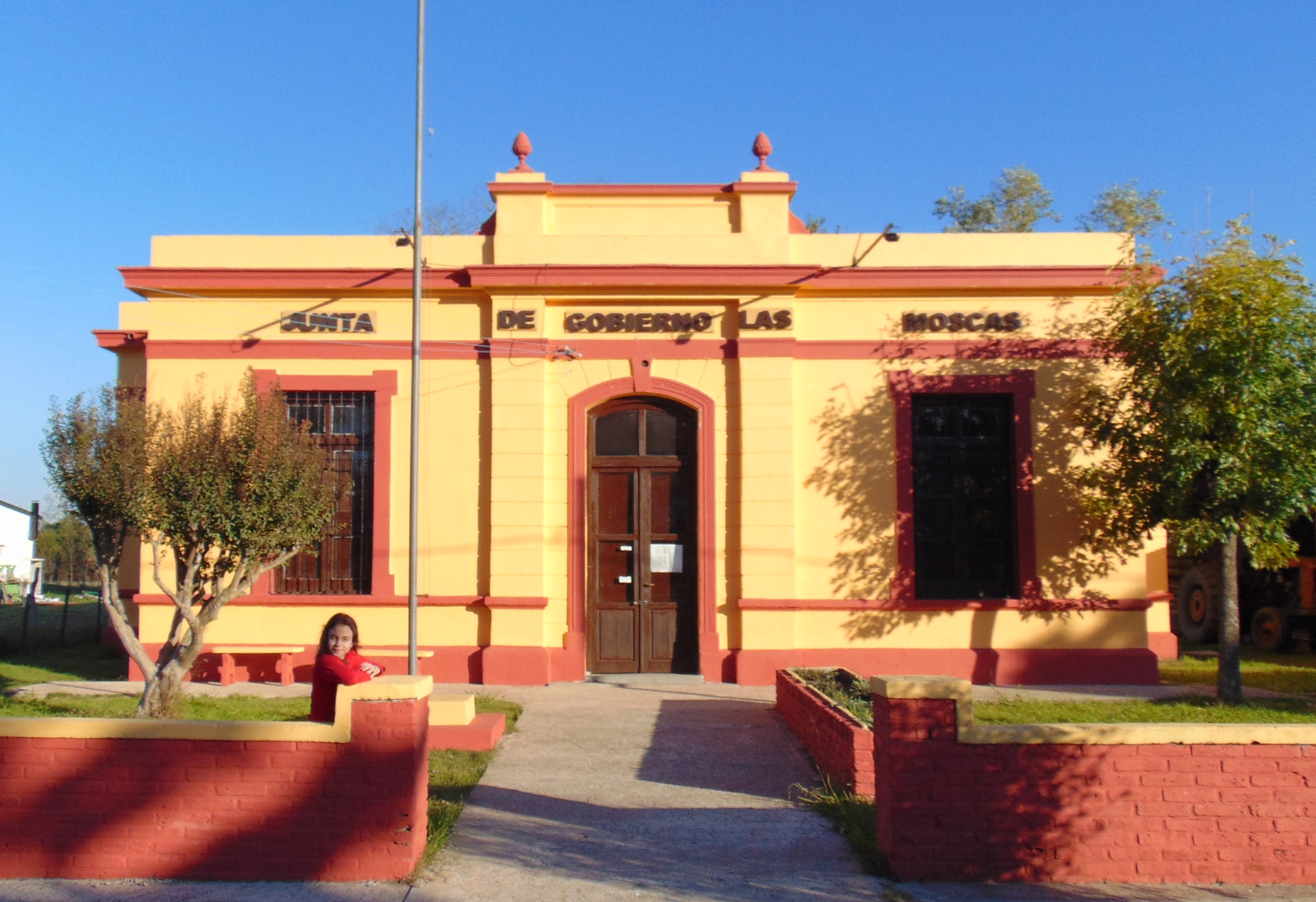
Sede de la Junta de Gobierno en mayo de 2018.

Las Moscas o Pueblo Moscas es una localidad y comuna de 1.ª categoría del distrito Moscas del departamento Uruguay, en la provincia de Entre Ríos, República Argentina. Nació como Colonia Leven de la mano de la Jewish Colonization Association (J.C.A.) del Barón Mauricio de Hirsch.
La población de la localidad, es decir sin considerar el área rural, era de 454 personas en 1991 y de 476 en 2001. La población de la jurisdicción de la junta de gobierno era de 584 habitantes en 2001.
Los límites de la planta urbana de la localidad fueron fijados por decreto 6633/1987 MGJE del 4 de noviembre de 1987, siendo modificada por decreto 6265/1994 MGJE del 25 de octubre de 1994.

## Comuna
La reforma de la Constitución de la Provincia de Entre Ríos que entró en vigencia el 1 de noviembre de 2008 dispuso la creación de las comunas, lo que fue reglamentado por la Ley de Comunas n.º 10644, sancionada el 28 de noviembre de 2018 y promulgada el 14 de diciembre de 2018. La ley dispuso que todo centro de población estable que en una superficie de al menos 75 km² contenga entre 700 y 1500 habitantes, constituye una comuna de 1.ª categoría. La Ley de Comunas fue reglamentada por el Poder Ejecutivo provincial mediante el decreto 110/2019 de 12 de febrero de 2019, que declaró el reconocimiento ad referéndum del Poder Legislativo de 34 comunas de 1.ª categoría con efecto a partir del 11 de diciembre de 2019, entre las cuales se halla Las Moscas. La comuna está gobernada por un departamento ejecutivo y por un consejo comunal de 8 miembros, cuyo presidente es a la vez el presidente comunal. Sus primeras autoridades fueron elegidas en las elecciones de 9 de junio de 2019.